# Charles Coulton
Charles Coulton là một cầu thủ bóng đá người Anh thi đấu ở vị trí hậu vệ.
Coulton ký hợp đồng với Lincoln City sau khi Birmingham St George giải thể, ông thi đấu trong 12 trận đầu tiên ở mùa giải 1892-93 trước khi xuống hạng, ông là anh trai của Frank Coulton thi đấu cho Aston Villa.